# مستر أولمبيا 1988
بطولة مستر أولمبيا 1988 هي النسخة الرابعة والعشرون من بطولة مستر أولمبيا للمحترفين بكمال الأجسام، أقيمت نهائياتها في 10 سبتمبر 1988، في قاعة آمفيثييتر العالمية، بمدينة لوس أنجلوس الأمريكية.

## نظرة عامة
حمل لقب هذه البطولة للمرة الخامسة على التوالي الأمريكي لي هاني وفاز بالوصافة الأمريكي الآخر ريتشارد غاسباري للمرة الثالثة على التوالي أيضاً.

## النتائج الكاملة
| المركز | الاسم           | الدولة           |
| ------ | --------------- | ---------------- |
| 1      | لي هاني         | الولايات المتحدة |
| 2      | ريتشارد غاسباري | الولايات المتحدة |
| 3      | بيري ديماي      | هولندا           |
| 4      | لي لابرادا      | الولايات المتحدة |
| 5      | غاري سترايدوم   | الولايات المتحدة |
| 6      | مايك كوين       | الولايات المتحدة |
| 7      | برايان بوكانان  | إنجلترا          |
| 8      | سمير بنوت       | لبنان            |
| 9      | رون لف          | الولايات المتحدة |
| 10     | بوب باريس       | الولايات المتحدة |
| 11     | محمد بن عزيزة   | الجزائر          |
| 12     | فيل هيل         | الولايات المتحدة |
| 13     | شون راي         | الولايات المتحدة |
| 14     | مايكل آشلي      | الولايات المتحدة |
| 15     | ألبرت بيكليس    | إنجلترا          |
| 16     | إدوارد قواق     | لبنان            |
| 17     | روبي روبنسون    | الولايات المتحدة |
| 18     | بيتر هينسيل     | ألمانيا الغربية  |
| 19     | لويس فرايتاس    | البرازيل         |
| 20     | رالف مولر       | ألمانيا الغربية  |

 = يحمل لقب مستر أولمبيا من سنوات سابقة.